# Японцы в Бразилии
Японцы в Бразилии (яп. 日系ブラジル人 никкэй бурадзиру-дзин, nipo-brasileiro в португальском) — граждане Бразилии, имеющие японское происхождение, а также иммигранты из Японии, проживающие в Бразилии.
Первые японские иммигранты прибыли в Бразилию в 1908 году. В Бразилии проживает крупнейшая диаспора японцев за пределами Японии, общей численностью более 2 млн человек. В то же время Япония является домом для пятой по величине бразильской диаспоры (после США, Португалии, Парагвая и Великобритании) в мире.
Наибольшая концентрация японобразильцев наблюдается в штатах Сан-Паулу и Парана.

## История

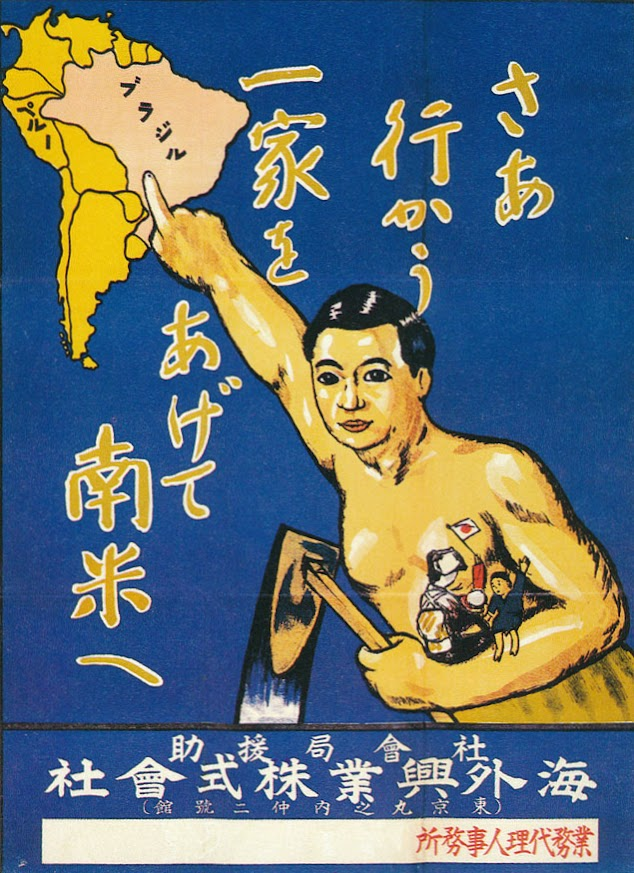
Плакат, использовавшийся в Японии для стимуляции эмиграции в Бразилию. На нём написано: «Уезжайте в Южную Америку (Бразилию) со своей семьёй.»

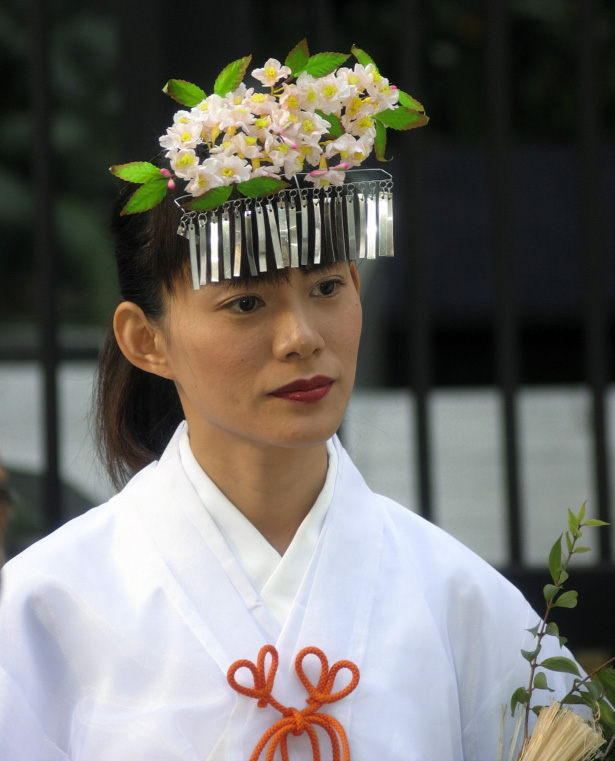
Японобразильская мико на фестивале в городе Куритиба, штат Парана.

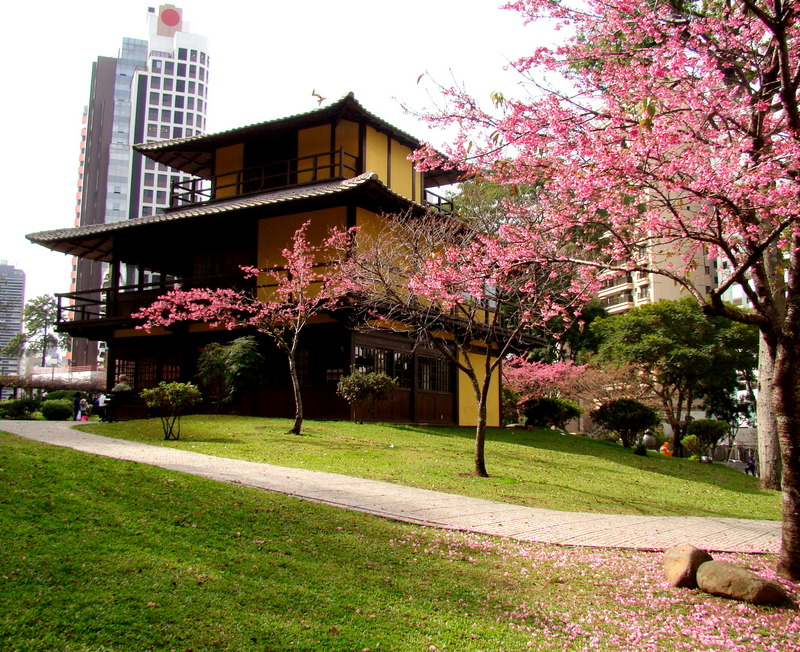
Цветение сакуры на площади Японии в городе Куритиба, штат Парана.

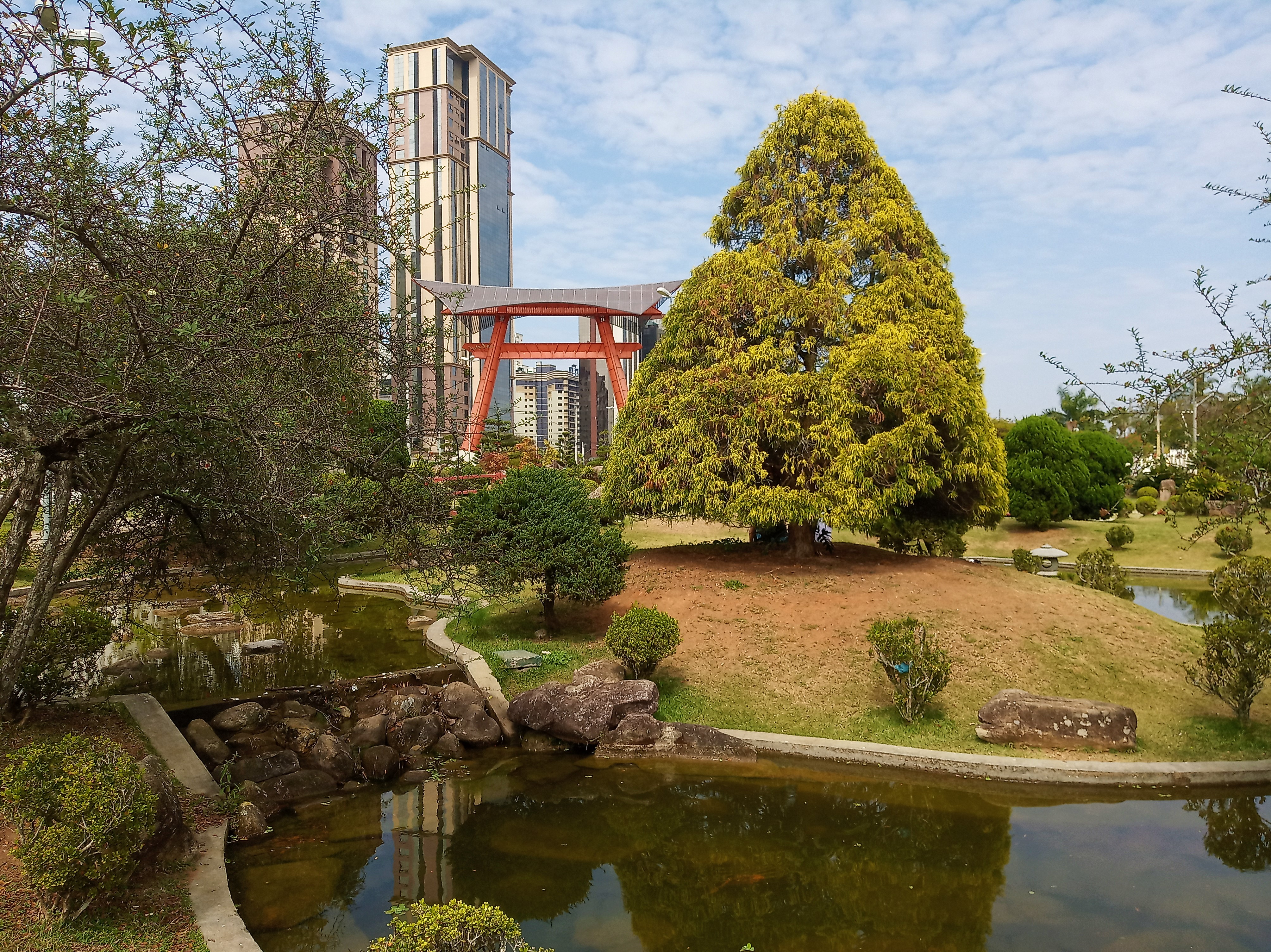
Японский сад на площади Рюдзи Кодзима, Сан-Жозе-дус-Кампус, штат Сан-Паулу.

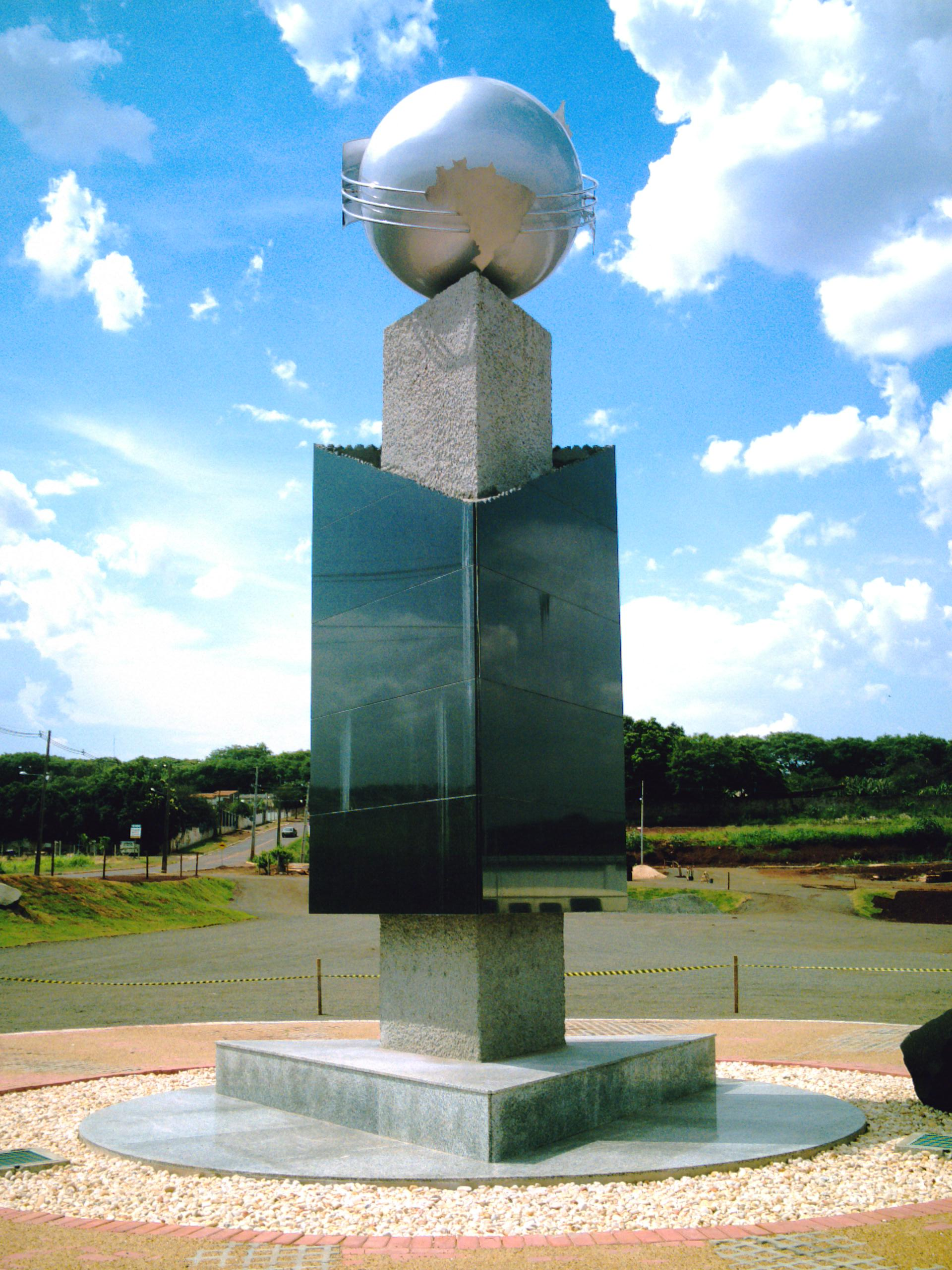
Памятник в честь 100 лет японской иммиграции в городе Маринга, штат Парана.

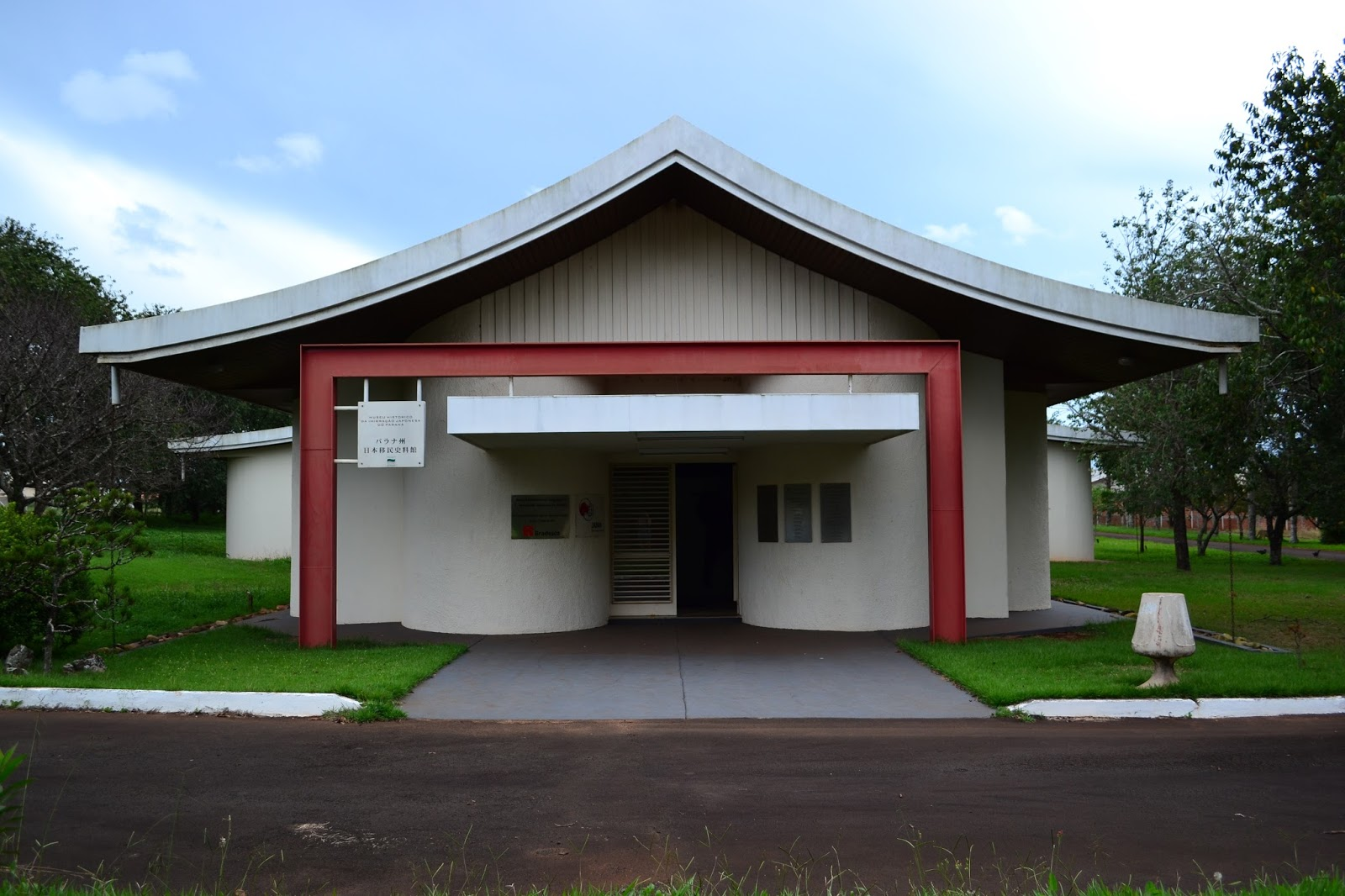
Японский сельскохозяйственный музей в Роландии, штат Парана.

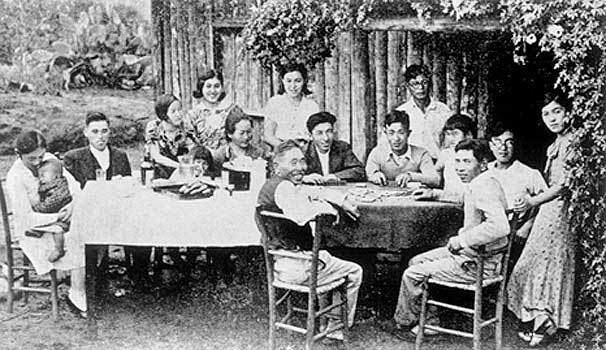
Японская семья в Бастусе, Сан-Паулу
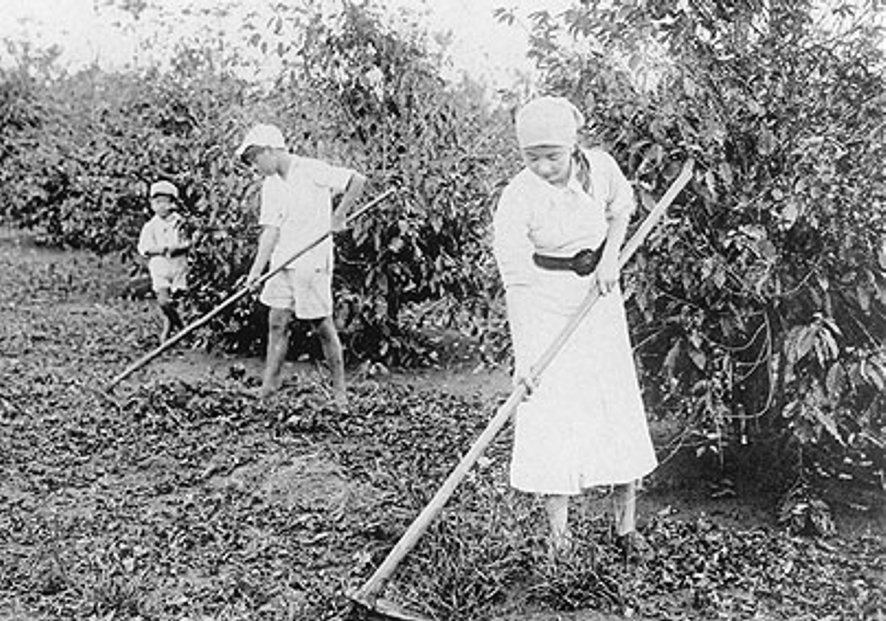
Японские иммигранты работают на кофейной плантации.
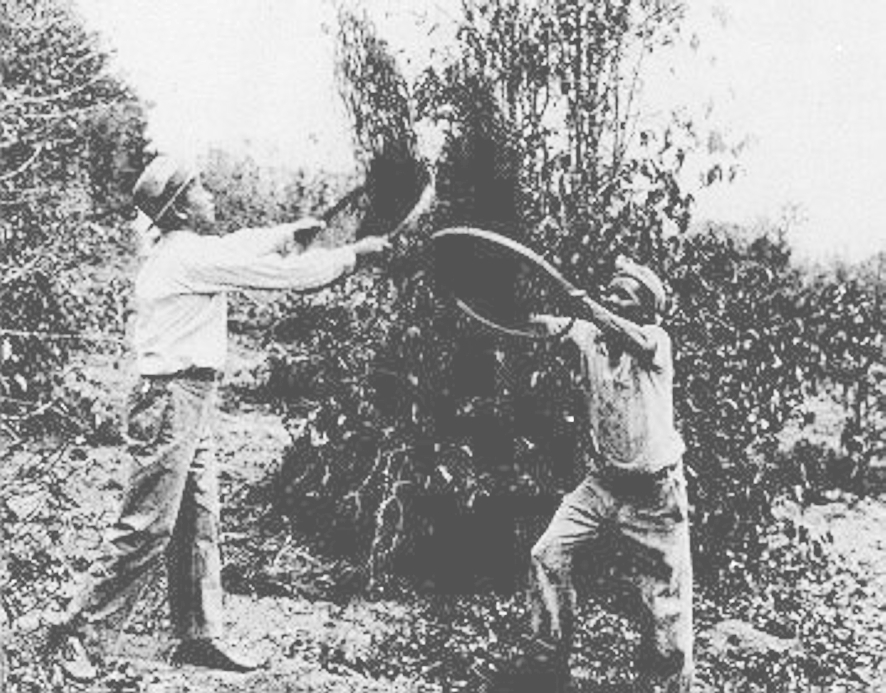
Японские иммигранты работают на кофейной плантации.
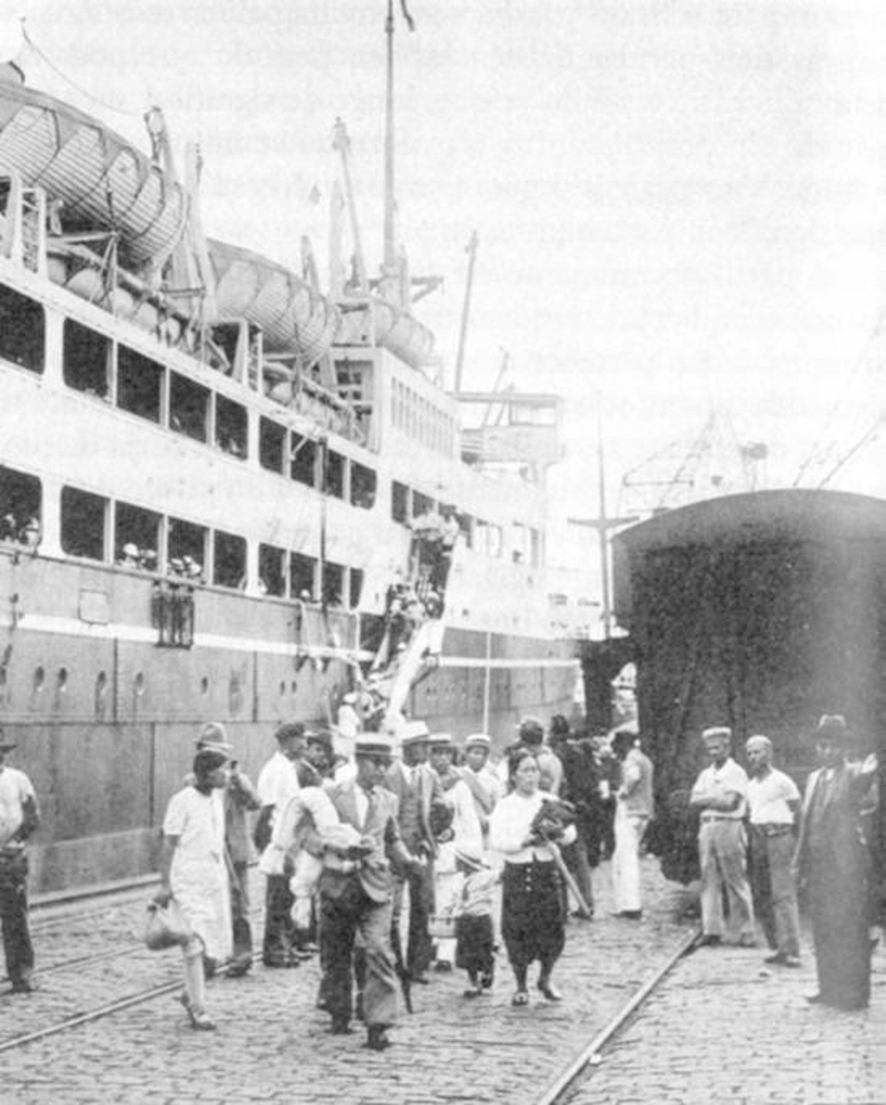
Японские иммигранты прибывают в порт Сантуса.
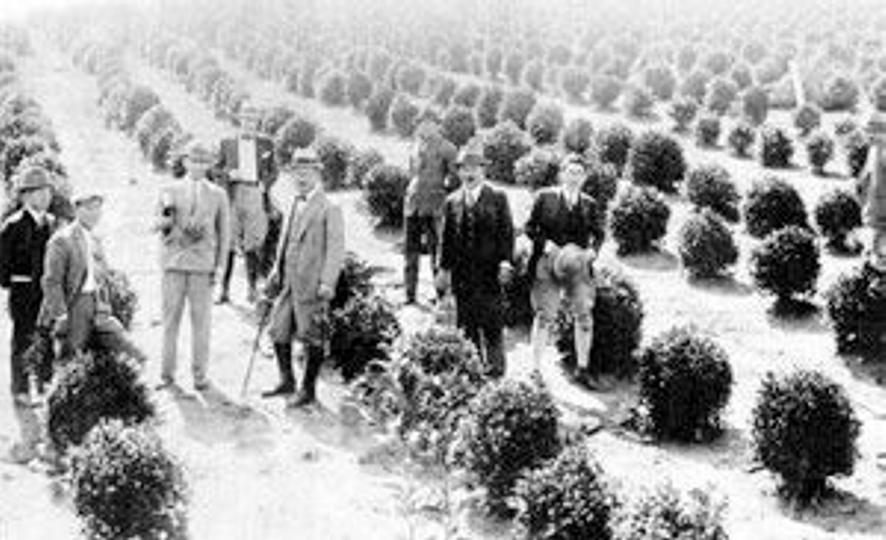
Японские иммигранты на чайной плантации в Режистру (Сан-Паулу)
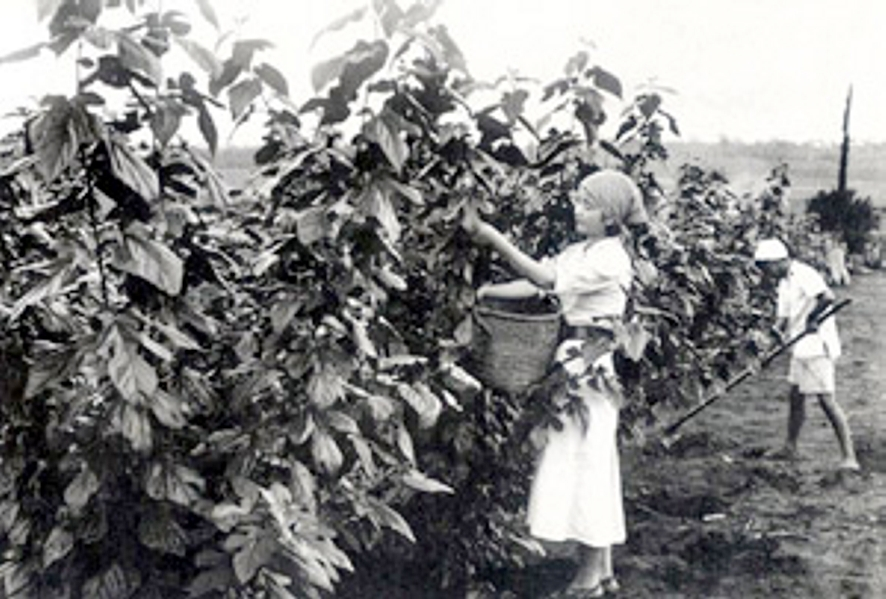
Японские иммигранты занимаются шелководством
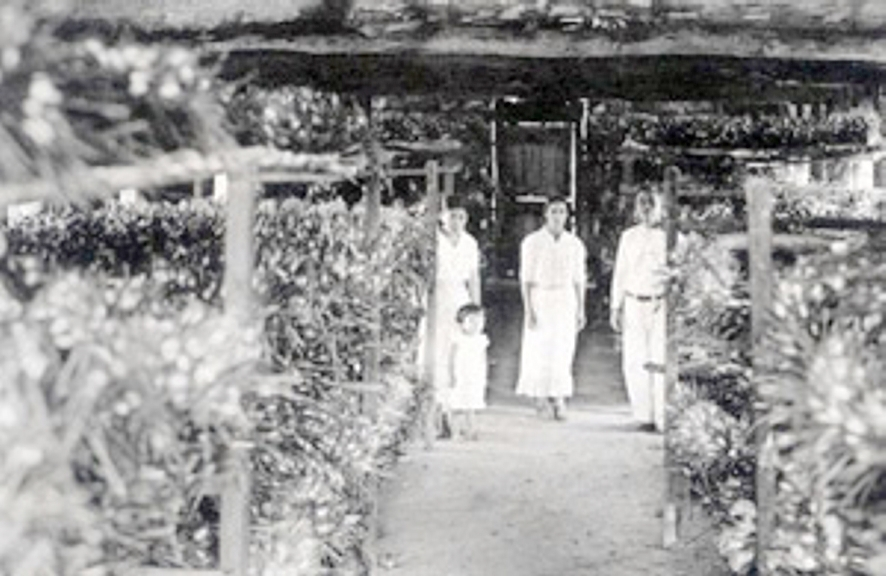
Японские иммигранты занимаются шелководством
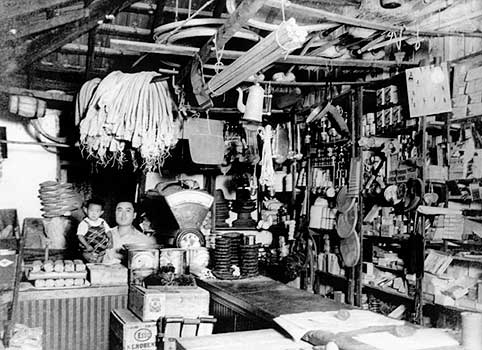
Японский магазин в Сан-Паулу

## Экономика
На протяжении десятилетий японские бразильцы считались неассимилируемым народом. К иммигрантам в Бразилии относились лишь, как к резерву дешевой рабочей силы, которую следует использовать на кофейных плантациях и что Бразилия должна избегать поглощения их культурного влияния. Это широко распространенное представление о том, что японцы негативно относятся к Бразилии, изменилось в последующие десятилетия. Японцы смогли преодолеть трудности, возникавшие на протяжении многих лет, и радикально улучшить свою жизнь благодаря упорному труду и образованию; этому также способствовало участие японского правительства в процессе миграции. Образ трудолюбивых агрономов, приехавших помочь развитию страны и её сельскому хозяйства, помог стереть недоверие местного населения и создать положительный имидж японцев. К 1970-м годам Япония стала одной из самых богатых стран мира, синонимом современности и прогресса, и в тот же период японские бразильцы добились большого культурного и экономического успеха, вероятно, это группа иммигрантов, которая быстрее всего добилась прогресса в Бразилии. Благодаря мощной японской экономике и быстрому обогащению второго поколения японцев в Бразилии (нисэй), в последующие десятилетия бразильцы японского происхождения достигли социального престижа в Бразилии, который во многом контрастирует с непринятием и агрессией, с которой в стране столкнулось первое поколение японцев (иссэй).
К началу 1960-х годов численность японского населения в Бразильских городах уже превысила численность японцев на селе. Поскольку подавляющее большинство семей, переехавших в города Сан-Паулу и Парана, имели мало ресурсов и возглавлялись японцами в первом и втором поколении, было крайне важно, чтобы их бизнес не требовал больших начальных инвестиций или углубленного знания португальского языка. Таким образом, значительная часть иммигрантов начала заниматься мелкой торговлей и работой в сфере услуг, где особое место занимало крашение. К 1970-м годам 80 % из 3500 предприятий, которые стирали и гладили одежду жителей Сан-Паулу, владели японцы. По словам антрополога Селии Сакураи: «Этот бизнес был удобен для семей, потому что они могли жить в задней части красильной мастерской и выполнять всю работу без необходимости нанимать сотрудников. Кроме того, общение на португальском языке, необходимое для этой деятельности, было кратким и простым».
В городской среде Бразилии японцы стали работать в основном в секторах, связанных с сельским хозяйством, например, торговцами или владельцами небольших магазинов, продающими фрукты, овощи или рыбу. Работе с зеленщиками и рыночными прилавками способствовали контакты городских японцев с теми, кто остался в сельской местности, поскольку поставщиками обычно были друзья или родственники. Какой бы вид деятельности ни выбрала семья, старшие дети должны были работать вместе со своими родителями. Обычай представлял собой японскую традицию делегировать старшему сыну продолжение семейной деятельности, а также необходимость помогать в оплате учебы младших братьев и сестер. Пока старшие работали, младшие братья и сестры записывались на технические курсы, например, на бухгалтерский учет, главным образом потому, что им было легче разбираться с цифрами, чем с португальским языком. Что касается университетов, японцы отдавали предпочтение инженерному делу, медицине и праву, что гарантировало деньги и социальный престиж. В 1958 году потомки японцев уже составляли 21 % бразильцев с образованием выше среднего. В 1977 году японские бразильцы, составлявшие лишь 2,5 % населения города Сан-Паулу, но составили 13 % принятых в Университет Сан-Паулу, 16 % принятых в Технологический институт аэронавтики (ITA) и 12 % от числа отобранных в Фонд Жетулиу Варгаса. Согласно исследованию 1995 года, проведенному Datafolha, 53 % взрослых японских бразильцев имели высшее образование по сравнению с лишь 9 % жителями Бразилии в целом.
Как пишет газета Gazeta do Povo, в Бразилии «здравый смысл состоит в том, что потомки японцев прилежны, дисциплинированы, хорошо учатся в школе, легче сдают вступительные экзамены и в большинстве случаев имеют большую склонность к карьере в области точных наук». Согласно опросу 2009 года, проведенному с использованием данных Университета Сан-Паулу и Unesp, хотя потомки японцев составляли лишь 1,2 % населения города Сан-Паулу и составляли менее 4 % от числа зачисленных на вступительные экзамены, они составили около 15 % одобренных.
Опрос 2017 года показал, что бразильцы японского происхождения являются экономически самой богатой этнической группой в Бразилии. Опрос показал, что бразильцы с японской фамилией зарабатывают больше всего среди всех этнических групп в стране (73,40 реалов в час):
| Японское            | 73,40 |
| Итальянское         | 51,80 |
| Немецкое            | 48,10 |
| Восточноевропейское | 47,60 |
| Иберийское (белый)  | 33,90 |
| Пардо (коричневый)  | 27,80 |
| Черный              | 26,50 |
| Индейское           | 26,10 |

## Интеграция и смешанные браки

### Территории проживания

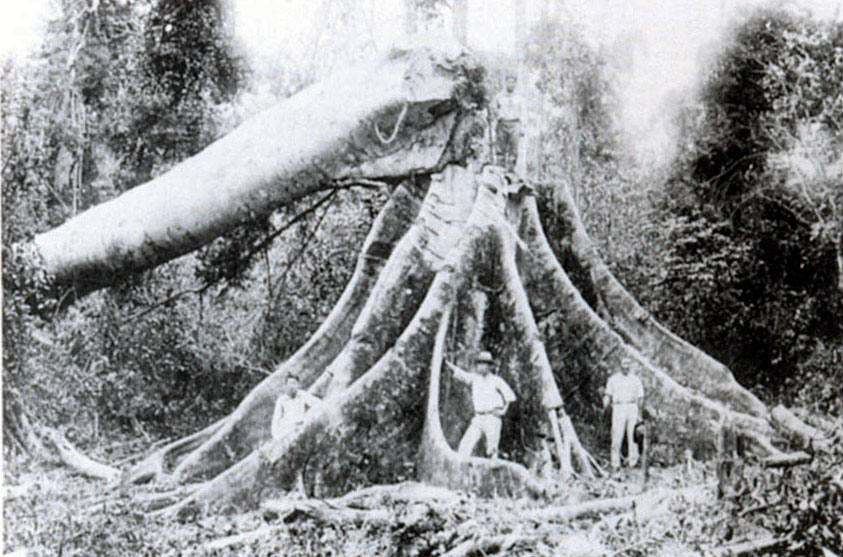
Японцы в бразильском лесу.
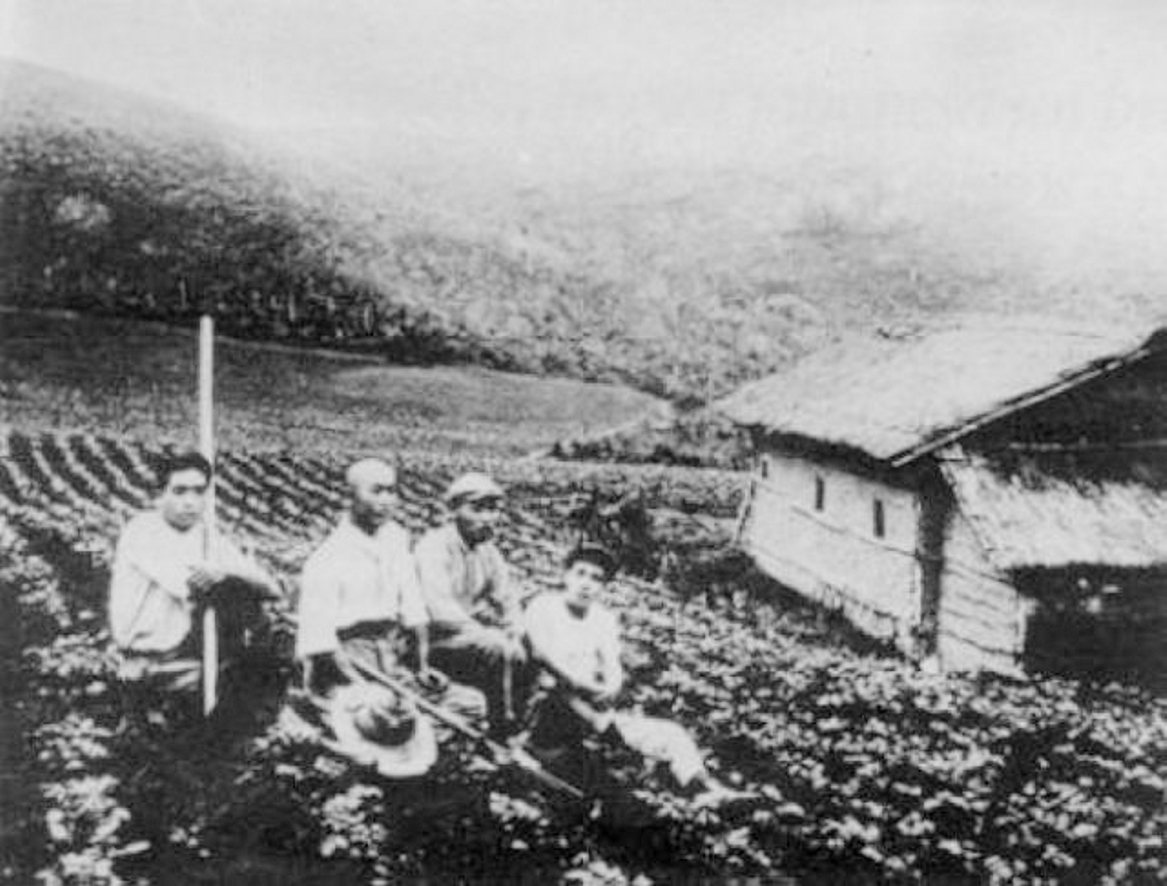
Японские иммигранты выращивают картофель.
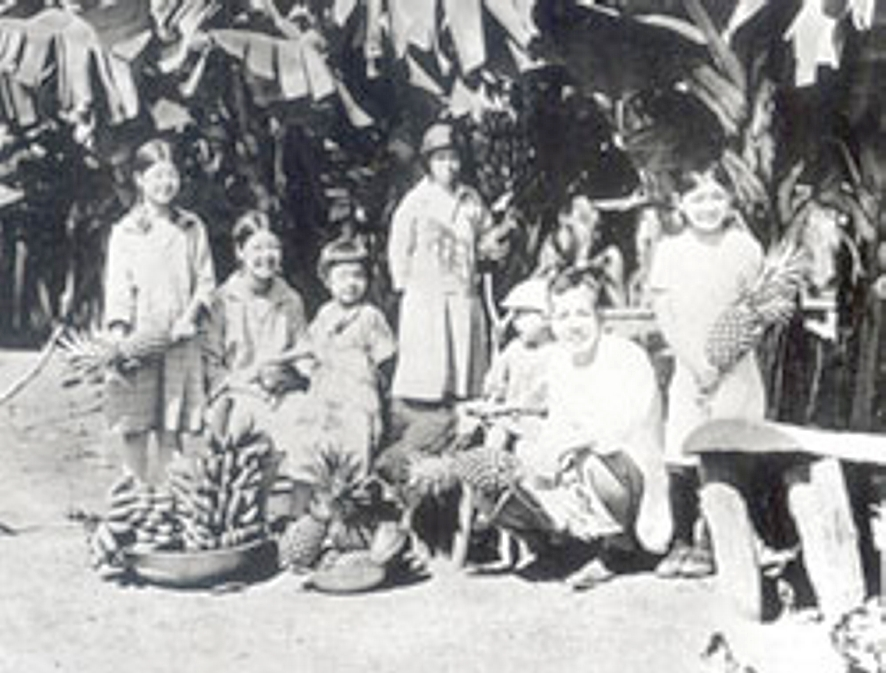
Японская семья в Бразилии
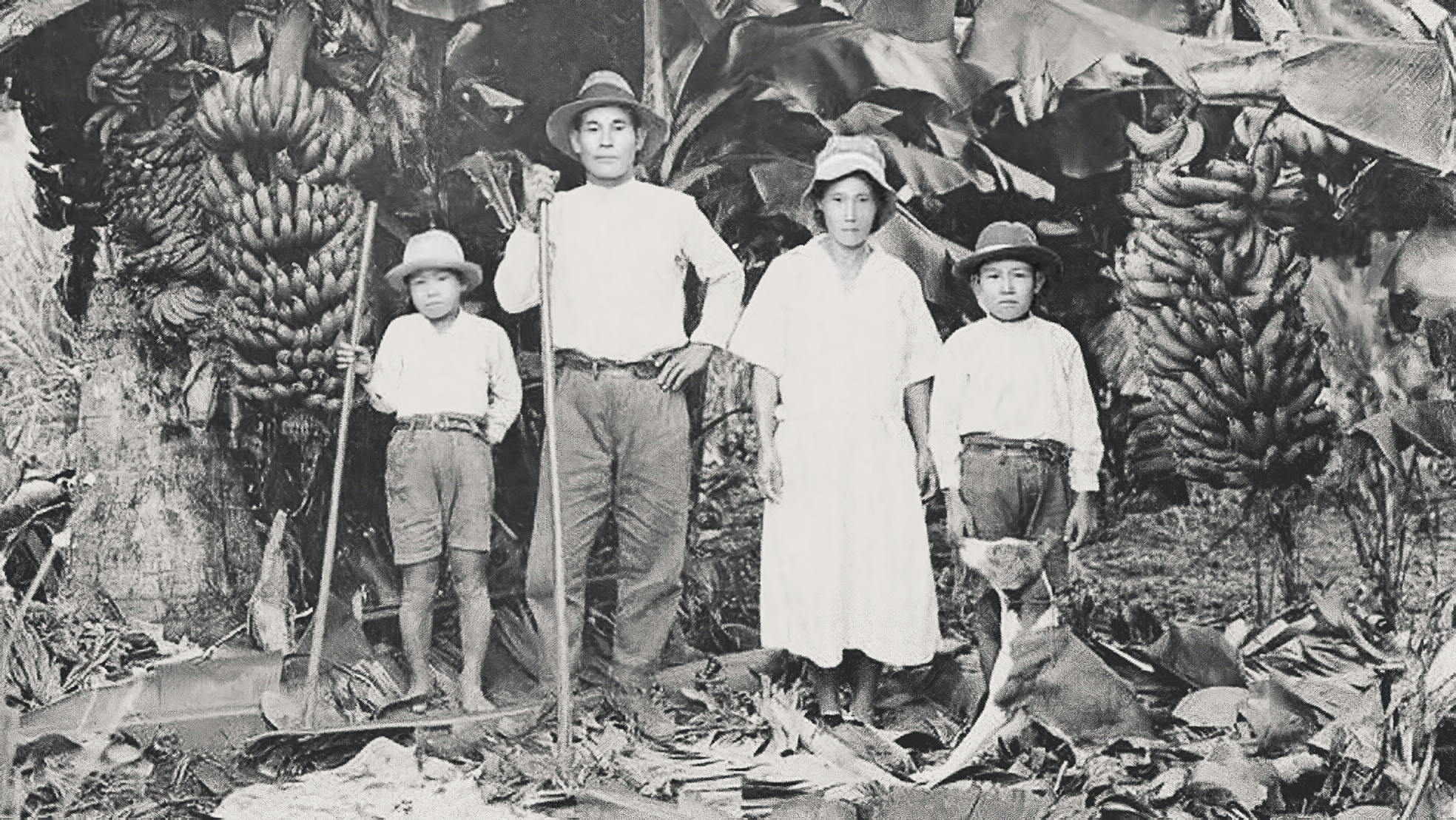
Японская семья в Бразилии
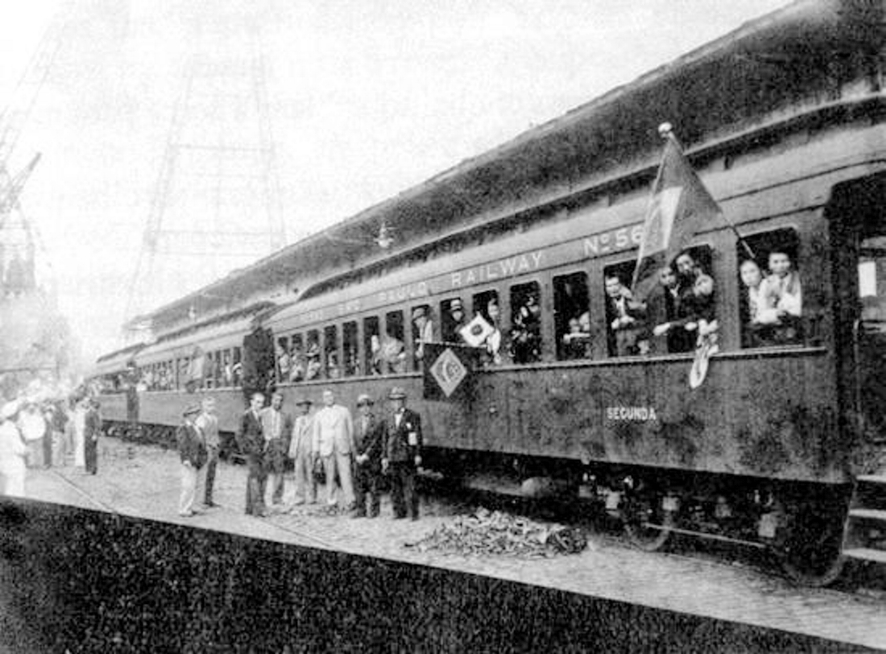
Поезд с японскими иммигрантами из Сантуса в Сан-Паулу (1935)
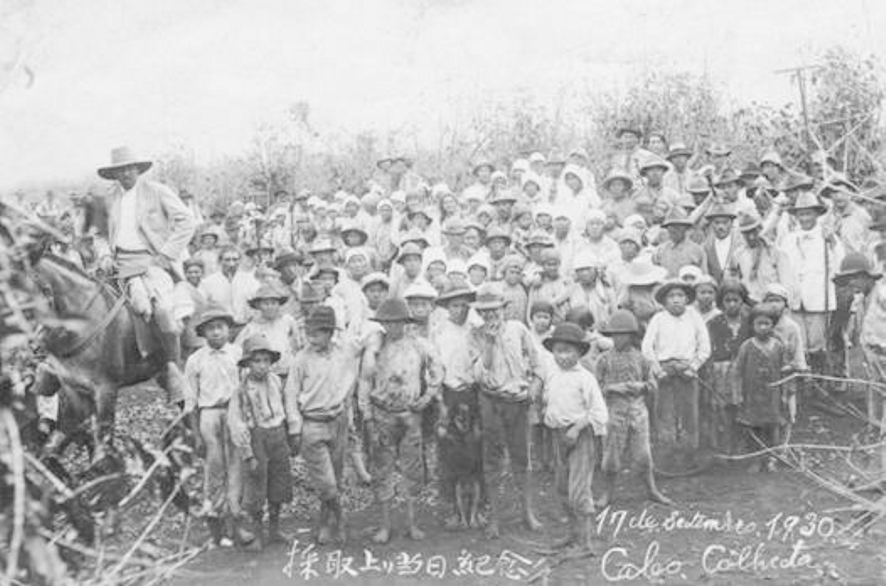
Японцы на кофейной плантации (1930)
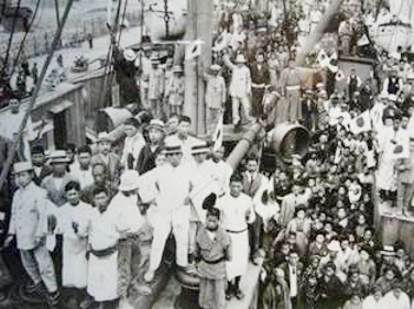
Первые иммигранты на судне Касато Мару (1908)
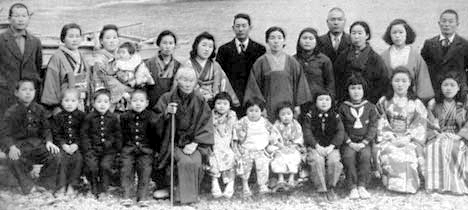
Японские иммигранты в Бразилии

### Бразильцы в Японии
Диаспора бразильцев в Японии является весьма значительной по своему размеру и состоит в основном (но не исключительно) из бразильцев японского происхождения. Они также составляют наибольшее число португалоязычных в Азии, даже большее, чем в таких бывших португальских колониях, как Восточный Тимор, Макао и Гоа вместе взятые. Сколько всего бразильцев проживает в Японии, выяснить сложно, так как официально Японское правительство (как и, например, правительство Франции) не собирает данные по этнической принадлежности своих граждан, и тех граждан Бразилии, которые получили японское гражданство, японская статистика записывает только как японцев. Количество граждан Бразилии в Японии достигло пика в 2007 году и составило 316 967 человек, после чего начало снижаться и к началу 2020-х годов стабилизировалось на отметке в 210 000 человек. Количество граждан Бразилии проживающих в Японии являющихся супругом (супругой) граждан Японии достигло пика в 1997 году 113 319 человек (на тот год всего в Японии проживало 274 475 иностранных граждан супруг (супругов) граждан Японии) или 41,29 % от от всех иностранных граждан супруг (супругов) граждан Японии проживающих в Японии. Количество иностранных граждан супруг (супругов) граждан Японии проживающих в Японии достигло пика в 2001 году и составило 280 436 человек, на тот год из них 97 262 человека были граждане Бразилии или 34,68 % от всех иностранных граждан супруг (супругов) граждан Японии, после чего начало снижаться и к концу 2024 года составило 150 896 человек, на тот год из них 15 183 человека были граждане Бразилии или 10,06 % от всех иностранных граждан супруг (супругов) граждан Японии. По официальным японских данным по состоянию на декабрь 2024 года в Японии проживало 211 907 граждан Бразилии. По данным бюро по гражданским делам Министерства юстиции Японии в период с 2019 по 2024 год процедуру натурализации прошли 50 421 человек, из первой десятки стран по числу натурализовавшихся лиц граждане Бразилии в период с 2019 по 2021 год занимали третье место, а в период с 2022 по 2024 год четвёртое место, в период с 2019 по 2024 год 2600 граждан Бразилии получили гражданство Японии (5,16 % от всех получивших гражданство Японии за данный период).